# ری تبانو
ری تبانو (انگلیسی: Ray Tabano؛ زادهٔ ۲۳ دسامبر ۱۹۴۶) یک موسیقی‌دان اهل ایالات متحده آمریکا است. وی عضو گروه موسیقی هارد راک، اروسمیث می‌باشد